# CFU Club Championship 2002
Navigation
Édition précédente Édition suivante
La CFU Club Championship 2002 est la 5e édition de la CFU Club Championship. Elle met aux prises les champions des différentes nations affiliées à CFU. 

## Participants
Un total de 10 équipes provenant de 7 nations. Elles appartenaient aux zones Caraïbes de la CONCACAF.
Le tableau des clubs qualifiés était le suivant :
| Nation            | Club                       | Raison de qualification                  |
| Jamaïque          | Arnett Gardens             | Champion de Jamaïque 2002                |
| Jamaïque          | Harbour View               | Vainqueur de la Coupe de Jamaïque 2002.  |
| Haïti             | FICA                       | Champion d'Haïti 2001                    |
| Haïti             | Violette                   | Vice-champion d'Haïti 2001               |
| Martinique        | Club franciscain           | Champion de la Martinique 2001-2002      |
| Martinique        | Union sportive du Robert   | Vice-champion de la Martinique 2001-2002 |
| Trinité-et-Tobago | W Connection FC            | Champion de Trinité-et-Tobago 2001       |
| Sainte-Lucie      | VSADC                      | Champion de Sainte-Lucie 2001.           |
| Îles Caïmans      | George Town                | Champion des îles Caïmans 2001-2002      |
| Grenade           | Beacon Insurance (forfait) | Champion de Grenade 2001                 |
| Dominique         | Saint-Joseph FC            | Champion de Dominique 2001-2002          |

## Compétition

### Phase de qualification
| Date            | Pays                     | Club        | Aller | Retour | Club         | Pays | Commentaire                |
| 17 / 27 octobre |                          | George Town | 0-3   | 1-7    | Harbour View |      |                            |
| 17 / 27 octobre | Drapeau de la Martinique | US Robert   | 5-0   | 1-1    | Saint-Joseph |      | Matchs joués en Martinique |

### Phase Finale

#### Groupe A
Joué en Jamaïque et le Club Franciscain se retire de la compétition en raison de sa participation à la Coupe de France. Le club reçoit une amende de 11 000$ USD et est exclu de toute compétition international pendent un an par la CONCACAF. 
| Date            | Pays | Club           | Score | Club           | Pays |
| 4 décembre 2002 |      | Arnett Gardens | 5-0   | VSADC          |      |
| 6 décembre 2002 |      | Violette AC    | 3-1   | VSADC          |      |
| 8 décembre 2002 |      | Violette AC    | 0-0   | Arnett Gardens |      |

| Rang | Équipe           | Pts     | J       | G       | N       | P       | Bp      | Bc      | Diff    |
| ---- | ---------------- | ------- | ------- | ------- | ------- | ------- | ------- | ------- | ------- |
| 1    | Arnett Gardens   | 4       | 2       | 1       | 1       | 0       | 5       | 0       | +5      |
| 2    | Violette AC      | 4       | 2       | 1       | 1       | 0       | 3       | 1       | +2      |
| 3    | VSADC            | 0       | 2       | 0       | 0       | 2       | 1       | 8       | -7      |
| 4    | Club Franciscain | Forfait | Forfait | Forfait | Forfait | Forfait | Forfait | Forfait | Forfait |

Arnett Gardens se qualifie pour la Coupe des champions de la CONCACAF 2003.

#### Groupe B
Joué en Trinité-et-Tobago et le FICA a déclaré forfait avant la première confrontation.
| Date             | Pays | Club            | Score | Club         | Pays                     |
| 11 décembre 2002 |      | Harbour View    | 4-1   | US Robert    | Drapeau de la Martinique |
| 13 décembre 2002 |      | W Connection FC | 2-1   | Harbour View |                          |
| 15 décembre 2002 |      | W Connection FC | 2-0   | US Robert    | Drapeau de la Martinique |

| Rang | Équipe          | Pts     | J       | G       | N       | P       | Bp      | Bc      | Diff    |
| ---- | --------------- | ------- | ------- | ------- | ------- | ------- | ------- | ------- | ------- |
| 1    | W Connection FC | 6       | 2       | 2       | 0       | 0       | 4       | 1       | +3      |
| 2    | Harbour View    | 3       | 2       | 1       | 0       | 1       | 5       | 3       | +2      |
| 3    | US Robert       | 0       | 2       | 0       | 0       | 2       | 1       | 6       | -5      |
| 4    | FICA            | Forfait | Forfait | Forfait | Forfait | Forfait | Forfait | Forfait | Forfait |

| Champion de la CFU 2001       |
| ----------------------------- |
| Drapeau de Trinité-et-Tobago  |
| W Connection FC Premier Titre |

W Connection FC se qualifie pour la Coupe des champions de la CONCACAF 2003.